# Institut für Berufliche Aus- und Fortbildung
Das Institut für berufliche Aus- und Fortbildung (IBAF) ist das größte Bildungsinstitut der Diakonie in Norddeutschland und bietet Aus- und Fortbildungen im Bereich Sozial- und Gesundheitswesen an. Es ist als gemeinnützige GmbH anerkannt und organisiert jährlich über 300 Qualifizierungsveranstaltungen in Schleswig-Holstein.

## Allgemein
Das IBAF wurde 1976 als Bildungsabteilung des Diakonischen Werkes Schleswig-Holstein gegründet und 1994 als gGmbH verselbständigt. Die IBAF GmbH ist ausschließlich gemeinnützig tätig. Mehrheitsgesellschafter ist das Diakonische Werk Schleswig-Holstein. Die weiteren Gesellschafter sind (Stand 2024):
- Stiftung Diakoniewerk Kropp, Kropp
- Ev.-Luth. Diakonissenanstalt zu Flensburg, Flensburg
- Diakonie Nord-Nord-Ost in Holstein gGmbH, Lübeck
- Norddeutsche Gesellschaft für Diakonie e. V., Rendsburg
- Diakonie-Hilfswerk Schleswig-Holstein, Rendsburg
- Landesverein für Innere Mission in Schleswig-Holstein (NGD), Rickling
- stadt.mission.mensch gGmbH, Kiel

Geschäftsführerin ist seit dem 1. Oktober 2017 Irene Wolf. Hauptsitz ist Rendsburg. Außenstellen befinden sich in Kiel, Neumünster,  Lübeck und Norderstedt. Im Jahre 2022 nahmen zirka 3500 Personen an den Bildungsmaßnahmen des IBAF teil. Das IBAF arbeitet unter dem christlich begründeten Unternehmensleitbild:
Was wir wollen,

was wir tun und

wie wir es tun,

verspricht Erfolg,

weil wir lernen

## Schulen des IBAF

### Die IBAF-Pflege-Schulungszentren in Rendsburg, Neumünster, Norderstedt und Lübeck
Die erste Altenpflege-Schule des IBAF wurde 1976 gegründet. Seit 1980 ist die IBAF-Ausbildung in der Altenpflege staatlich anerkannt.  Seit 2020 bieten die IBAF-Pflege-Schulungszentren neben der Ausbildung in der Alten- und Krankenpflegehilfe auch die generalistische Ausbildung zum Pflegefachmann an. :Die IBAF-Pflege-Schulungszentren bilden jährlich über 600 Schüler in der Pflege aus und zählen damit in Schleswig-Holstein zu den größten Ausbildungsanbietern im Fachbereich Pflege.

### Die IBAF Logopädieschule am UKSH
Die Schule besteht seit 1996, Standort ist Kiel (Kieler Schloss). Das Klinikum der Christian-Albrechts-Universität zu Kiel ist Mitträger der Schule. Die IBAF Schule für Logopädie am UKSH ist die einzige Ausbildungsstätte für Logopädie in ganz Schleswig-Holstein.

### Die IBAF-Gehörlosenfachschule für soziale Berufe
Die IBAF-Gehörlosenfachschule besteht seit 1995; Standort ist Rendsburg. Jährlich werden ca. 50 schwerhörige und gehörlose Menschen zu Erziehern und sozialpädagogischen Assistenten ausgebildet. Es besteht eine Kooperation mit dem Theodor-Schäfer-Berufsbildungswerk.

## Bildungsangebote
Das IBAF bietet Fort- und Weiterbildungen in den Bereichen:
- Pflege (unter anderem Gerontopsychiatrie, Praxisanleiter, Leitung einer Pflegeeinheit)
- Sonderpädagogik – Behindertenhilfe (unter anderem für Anleiter in Werkstätten für behinderte Menschen, Fachkraft zur Begleitung von autistischen Menschen)
- Psychiatrie, Psychologie und Pädagogik (unter anderem Suchtspsychiatrie, Kinder- und Jugendpsychiatrie, Traumatologie)
- Logopädie (Behandlung von Sprach-, Sprech-, Stimm- und Schluckstörungen)
- Heimerziehung
- Führung und Management (unter anderem Führungscoaching, Teamentwicklung, Case Management, Sozialmanagement, Unternehmensentwicklung)
- Case Management